# Achipteria longesensillus
Achipteria longesensillus är en kvalsterart som beskrevs av Schweizer 1956. Achipteria longesensillus ingår i släktet Achipteria och familjen Achipteriidae. Inga underarter finns listade i Catalogue of Life.